# Erythrisme

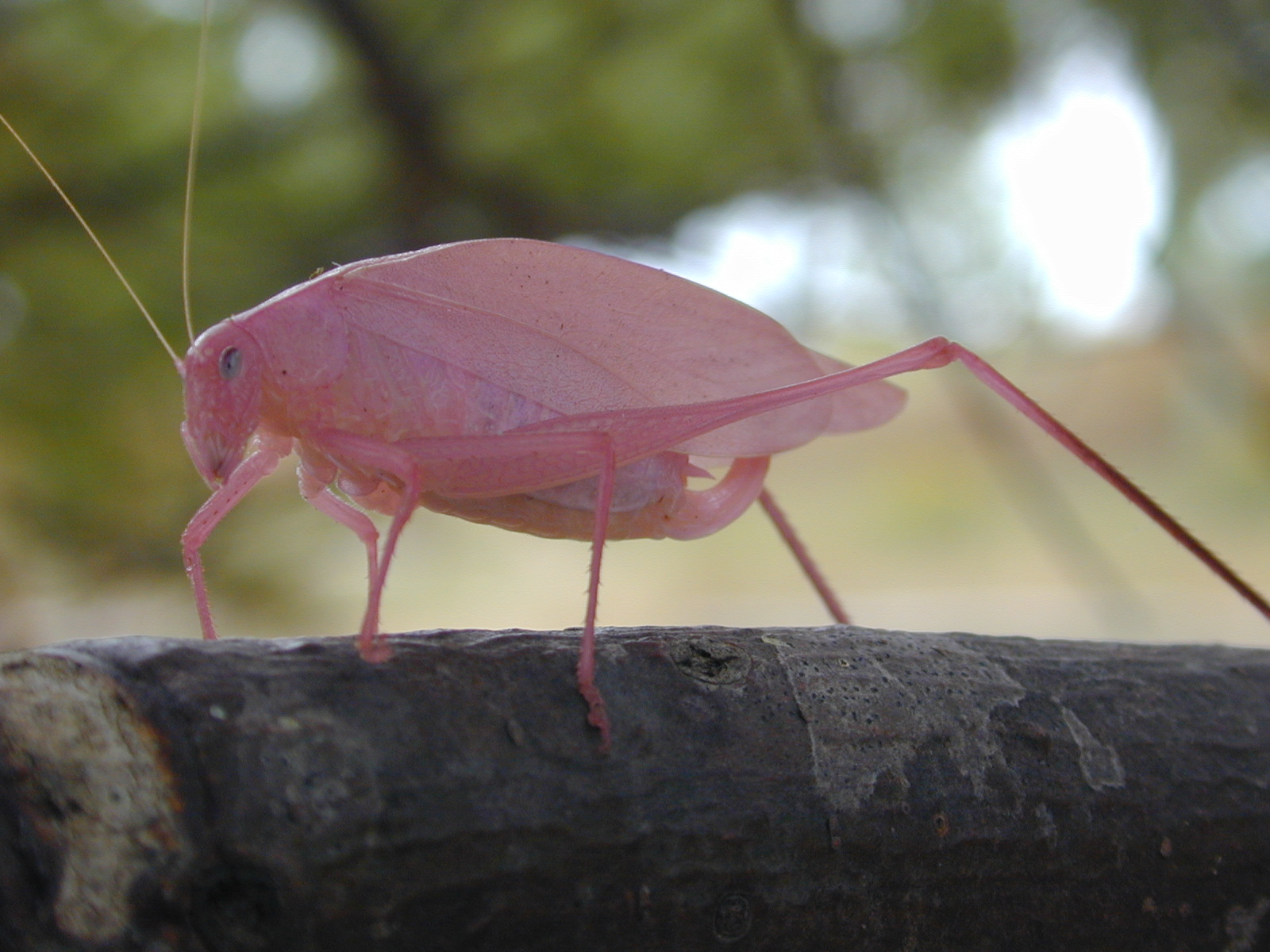
Een sabelsprinkhaan met erythrisme.

Erythrisme verwijst naar een ongewone roodachtige verkleuring van de vacht, het haar, de huid, veren of de schaal van een ei.
Oorzaken kunnen zijn:
- een genetische afwijking
- het eten van roodachtig voedsel

Met name bij sprinkhanen wordt deze roodachtige verkleuring vaker gezien. Het zou deze dieren, die normaal groen zijn, op rode planten meer kans op overleven kunnen bieden. Het lijkt een dominante eigenschap te zijn. Dat deze verkleuring niet vaak wordt gezien duidt er mogelijk op dat de dieren ten prooi vallen aan hun natuurlijke vijanden voordat ze volwassen zijn.